# Spigelianova kila
Spigelianova kila (hernia) (ili lateralna ventralna hernija) kila je koja prolazi kroz spigelianovu fasciju koja je aponeutorični sloj smješten između musculus rectus abdominis medijalno i linea semilunaris lateralno. 
Ovaj tip kile se nalazi ispod linea arcuata jer tu ne postoji zadnja lamina fascije m. rectus abdominis. Ovo su općenito kile unutar trbušne stijenke tako da se često i ne primijeti oteklina. Obično su male i stoga je rizik za uklještenje velik. Obično se događaju kod osoba oko 50 godina. Ovo je rijedak tip kile. 

## Simptomi i dijagnoza
Tipični pacijent ima povremeno oteklinu unutar trbušne stijenke, lokaliziranu bol ili znakove ileusa (opstrukcija crijeva). Ultrasonografija ili CT mogu postaviti dijagnozu iako je CT osjetljiviji i specifičniji test.

## Tretman
Ove kile treba operirati zbog visokog rizika za uklještenje; srećom, operacija je jednostavna i rijetko je potrebno rabiti prolensku mrežicu. 
Razne tehnike s mrežicom su opisane. Laparoskopska tehnika ima manji broj komplikacija i kraće vrijeme boravka u bolnici. Laparoskopske tehnike bez mrežice također su učinkovite.

## Eponim
Adriaan van den Spiegel,  kirurg-anatom rođen u Bruxellesu, opisao je ovu kilu. Prvi je put objavljeno 1645. godine i to 20 godina nakon njegove smrti.

## Vanjske poveznice
- http://www.whonamedit.com/doctor.cfm/2280.html  Arhivirana inačica izvorne stranice od 16. listopada 2014. (Wayback Machine)

|  | Molimo pročitajte upozorenje o korištenju medicinskih informacija. Ne provodite liječenje bez savjetovanja s liječnikom! |